# Aeroporto di Malabo
L'Aeroporto di Malabo (IATA: SSG, ICAO: FGSL) (in spagnolo: Aeropuerto de Malabo; in francese: Aéroport de Malabo; in portoghese: Aeroporto de Malabo), definito come internazionale dalla ASECNA, è un aeroporto della Guinea Equatoriale situato sull'Isola di Bioko nella parte settentrionale del Paese nel Golfo di Guinea, 8 km a ovest di Malabo, capitale della Guinea Equatoriale. La struttura è dotata di una pista di asfalto lunga 2940 m e larga 45 m, l'altitudine è di 23 m, l'orientamento della pista è RWY 04-22. L'aeroporto è aperto al traffico commerciale 24 ore al giorno.